# Schachbundesliga 2005 (Schweiz)
In der Saison 2005 der Schweizer Bundesliga im Schach lieferten sich der Schachverein Birsfelden/Beider Basel und Lugano Bianco Nero ein Kopf-an-Kopf-Rennen um den Titel, und trotz der Niederlage im direkten Vergleich hatte Birsfelden/Beider Basel am Ende einen Mannschaftspunkt Vorsprung.
Der Titelverteidiger Basel BVB war bis zur letzten Runde abstiegsgefährdet, erreichte aber als Fünfter noch den Klassenerhalt, während Luzern Musegg absteigen musste.
Zu den gemeldeten Mannschaftskadern der teilnehmenden Vereine siehe Mannschaftskader der schweizerischen 1. Bundesliga im Schach 2005.

## Abschlusstabelle
| Pl. | Verein                               | Sp | G | U | V | MP   | Brett-P.  |
| --- | ------------------------------------ | -- | - | - | - | ---- | --------- |
| 01. | Schachverein Birsfelden/Beider Basel | 7  | 6 | 0 | 1 | 12:2 | 35,5:20,5 |
| 02. | Lugano Bianco Nero (N)               | 7  | 5 | 1 | 1 | 11:3 | 36,5:19,5 |
| 03. | SV Wollishofen                       | 7  | 4 | 0 | 3 | 8:6  | 26,5:29,5 |
| 04. | Schachclub Niederrohrdorf            | 7  | 3 | 1 | 3 | 7:7  | 30,0:26,0 |
| 05. | Basel BVB (M)                        | 7  | 3 | 0 | 4 | 6:8  | 23,5:32,5 |
| 06. | ASK Winterthur                       | 7  | 2 | 1 | 4 | 5:9  | 27,0:29,0 |
| 07. | Nimzowitsch Zürich                   | 7  | 2 | 0 | 5 | 4:10 | 23,0:33,0 |
| 08. | Luzern Musegg                        | 7  | 1 | 1 | 5 | 3:11 | 22,0:34,0 |

## Entscheidungen
|     | Schweizer Bundesmeister: Schachverein Birsfelden/Beider Basel |
|     | Absteiger in die 2. Bundesliga: Luzern Musegg                 |
| (M) | Meister der letzten Saison                                    |
| (N) | Aufsteiger der letzten Saison                                 |

## Kreuztabelle
| Ergebnisse | Ergebnisse                           | 01. | 02. | 03. | 04. | 05. | 06. | 07. | 08. |
| ---------- | ------------------------------------ | --- | --- | --- | --- | --- | --- | --- | --- |
| 01.        | Schachverein Birsfelden/Beider Basel |     | 2½  | 4½  | 5   | 6½  | 4½  | 5½  | 7   |
| 02.        | Lugano Bianco Nero                   | 5½  |     | 8   | 3½  | 5   | 4½  | 6   | 4   |
| 03.        | SV Wollishofen                       | 3½  | 0   |     | 3   | 5½  | 4½  | 5   | 5   |
| 04.        | Schachclub Niederrohrdorf            | 3   | 4½  | 5   |     | 3   | 4   | 7   | 3½  |
| 05.        | Basel BVB                            | 1½  | 3   | 2½  | 5   |     | 4½  | 2   | 5   |
| 06.        | ASK Winterthur                       | 3½  | 3½  | 3½  | 4   | 3½  |     | 4½  | 4½  |
| 07.        | Nimzowitsch Zürich                   | 2½  | 2   | 3   | 1   | 6   | 3½  |     | 5   |
| 08.        | Luzern Musegg                        | 1   | 4   | 3   | 4½  | 3   | 3½  | 3   |     |

## Aufstiegsspiel zur 1. Bundesliga
Für das Aufstiegsspiel qualifiziert hatten sich die Equipe Valais als Sieger der Zone A der 2. Bundesliga und der Aarau SK als Zweiter der Zone B der 2. Bundesliga hinter der nicht aufstiegsberechtigten zweiten Mannschaft von Nimzowitsch Zürich. Der Wettkampf fand am 8. Oktober in Martigny statt. Valais setzte sich klar mit 6:2 durch und stieg damit in die 1. Bundesliga auf.
| Equipe Valais       | Aarau SK             | Ergebnis |
| ------------------- | -------------------- | -------- |
| Julien Carron       | Markus Regez         | 1:0      |
| Alexandre Domont    | Björn Urban Backlund | 1:0      |
| Patrick Gaulé       | Toni Preziuso        | 1:0      |
| Claude Landenbergue | Martin Schmid        | 1:0      |
| David Philippoz     | Patrick Springer     | ½:½      |
| Gilles Terreaux     | Peter Walpen         | ½:½      |
| Christian Michaud   | Daniel Meyer         | 0:1      |
| Pascal Vianin       | Marcel Bodmer        | 1:0      |

## Die Meistermannschaft
| 1.            | SV Birsfelden/Beider Basel |
| Schachfiguren | Dejan Pikula, Terwel Serafimow, Roland Ekström, Goran Milošević, Branko Filipović, Max Scherer, Charles Partos, Philipp Ammann, Henryk Dobosz, Stanislav Budisin, Ali Habibi, Daniel Jaber, Mihajlo Stojanović. |